# Scalogno di Romagna

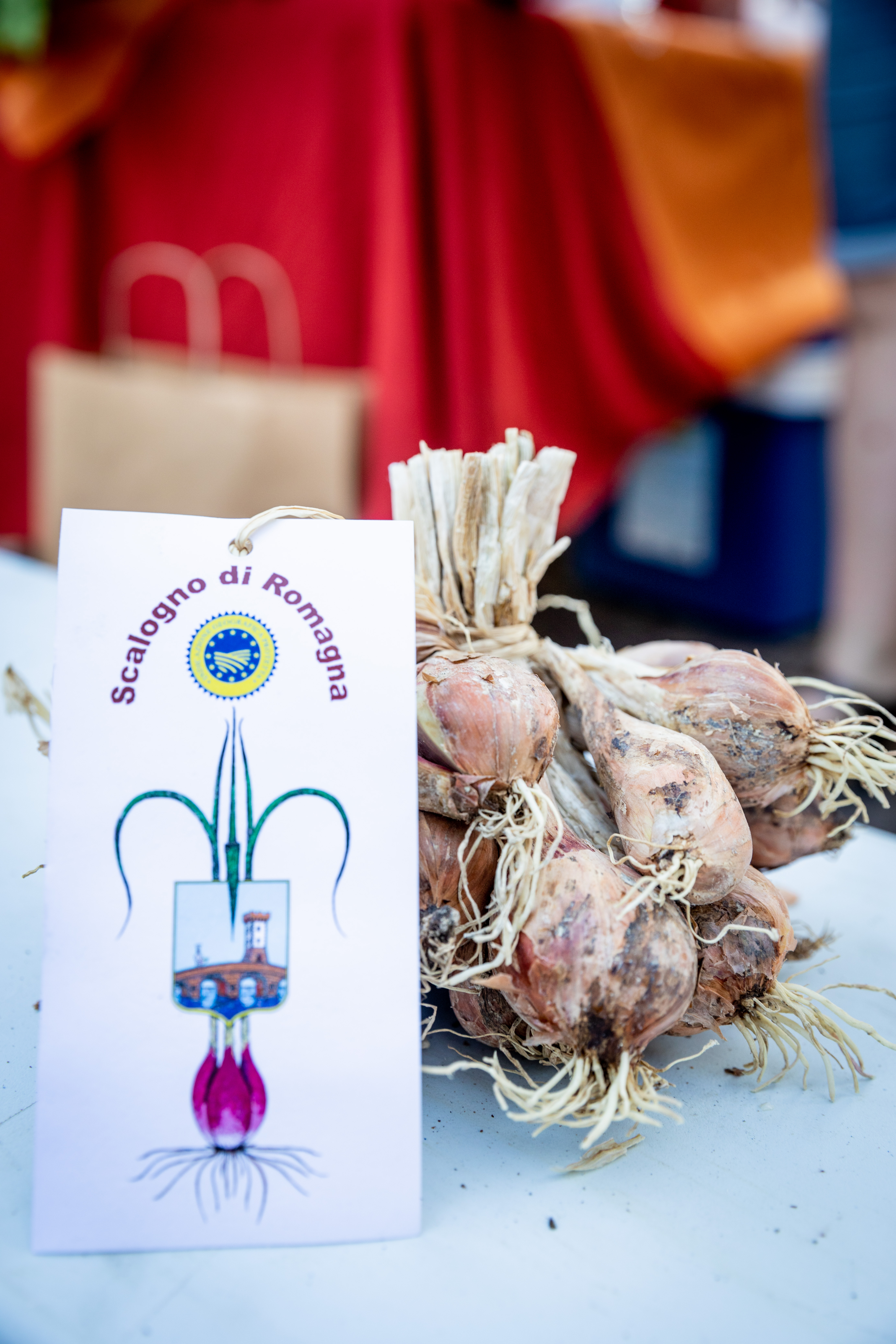
Mazzo di Scalogno di Romagna Igp

Lo Scalogno di Romagna (ecotipo romagnolo di Allium ascalonicum) è una varietà di scalogno (un ortaggio simile alla cipolla) che si coltiva tipicamente in Romagna. Dal 1997 è un marchio IGP tutelato dall'Unione europea.
Si differenzia dalle altre tipologie di scalogno per le sue peculiari proprietà organolettiche: colore, aroma e sapore. Delicato, l'aroma si situa a metà strada fra aglio e cipolla.

Altra particolarità dello scalogno è che non dispone di alcun seme e, dunque, non ha né infiorescenza né impollinazione: per la sua riproduzione è necessario piantare i “bulbilli” (bulbi di dimensioni ridotte) selezionati a mano dagli agricoltori fra i bulbi appena raccolti.

## Origine e zona di produzione
Lo scalogno vanta una storia millenaria, infatti la sua coltivazione è nota da almeno 3 000 anni. Originario del Vicino Oriente, in particolare dalla città di Ascalona di Giudea, da cui trarrebbe il nome, lo scalogno è citato negli scritti del poeta romano Ovidio. A partire dal XIII secolo il suo uso è descritto in numerose produzioni gastronomiche.
Lo scalogno viene coltivato in terreni collinari, ben esposti e drenati. Ha un periodo di rotazione colturale di 5 anni. La zona di produzione è ben identificabile in un'area che comprende gli appennini imolese, faentino e forlivese, contigui tra loro.
Viene trapiantato a fine nei mesi di novembre e dicembre (anche gennaio se la stagione è avversa), e la raccolta avviene nell'estate successiva da metà giugno a fine luglio

## Uso gastronomico
Numerose ricette tradizionali romagnole utilizzano lo scalogno, soprattutto in sughi e soffritti. 
Lo scalogno conservato sott’olio si usa come contorno, soprattutto per accompagnare i secondi di carne lessata. La conserva a base di olio extravergine d’oliva, aceto e sale è preparata secondo una ricetta tradizionale in uso nelle campagne fino agli anni Cinquanta, ed è tuttora diffusa. 

## Tutela e valorizzazione
Nel 1997 lo scalogno di Romagna ha ottenuto il riconoscimento del marchio Indicazione geografica protetta (IGP).

Lo Scalogno IGP ha un areale di produzione ben definito che comprende: il territorio in destra del torrente Sillaro, la vallata del Santerno e la vallata del Senio con i suoi affluenti.
Il 27 giugno 2018 si è costituito il Consorzio dello Scalogno di Romagna allo scopo di indirizzare, regolamentare e qualificare la produzione dell'ortaggio. Presidente è Glenda Vignoli, vicepresidente Giordano Alpi (confermati nel 2024).